# Arnold Fischer (Politiker)

Arnold Fischer

Arnold Fischer (* 3. Dezember 1898 in Duisburg; † 4. Dezember 1972 ebenda) war ein deutscher Politiker (NSDAP).

## Leben
Der gelernte Bauarbeiter nahm von 1916 bis 1918 am Ersten Weltkrieg an der Westfront teil. Nach Kriegsende übte er kaufmännische Tätigkeiten aus, 1931 als selbstständiger Vertreter.
Fischer trat zum 13. Juli 1926 der NSDAP (Mitgliedsnummer 40.324) und im selben Jahr der Sturmabteilung bei. Ab dem 1. Oktober 1932 war er Gaupropagandaleiter in Essen, wo er im Haus Redtenbachstraße 1 wohnte. In der Zeit des Nationalsozialismus war er ab 29. März 1936 Mitglied des Reichstages und wurde Landeskulturwalter des Reichskultursenats im NSDAP-Gau Essen. 1937 übernahm er die Leitung des Reichspropagandaamtes in Essen.